# Хари и батлер
Хари и батлер (дан. Harry og kammertjeneren) је данска црно-бела филмска комедија снимљена 1961. године у режији Бента Кристенсена. Протагониста, чији лик тумачи Освалд Хелмут, сиромашни је и остарели старетинар који освоја новац на лутрији, те одлучи да га потроши на батлера који би му помогао у свакодневном животу. Радња приказује како батлер, чији лик тумачи Ебе Роде, испочетка невољно прихвата посао, али и како два мушкарца временом изглађују неспоразуме и постају пријатељи. Хари је следеће године приказан на Канском филмском фестивалу.

## Улоге
| Глумац          | Улога                        |
| --------------- | ---------------------------- |
| Освалд Хелмут   | Стари Хари                   |
| Ебе Роде        | Фабрициус                    |
| Гунар Лауринг   | Бискуп                       |
| Хенинг Моритзен | Кнез Игор                    |
| Лисе Рингхајм   | Magdalene                    |
| Лили Броберг    | Трине, Кафе капљица домаћица |
| Олаф Усинг      | Краусе, ауто сервис          |
| Пале Кирк       | Хајзенберг, 8 година         |
| Аге Фенс        | Херскабстјенер I             |